# رودلف لانگه
رودلف لانگه (انگلیسی: Rudolf Lange؛ ۱۸ نوامبر ۱۹۱۰ – ۲۳ فوریهٔ ۱۹۴۵) از کارمندان و افسران پلیس اس‌اس آلمان در دوران نازی‌ها بود. با آغاز حمله به اتحاد جماهیر شوروی، وی پیش از اینکه به فرماندهی اس دی و همه کارکنان اداره اصلی امنیت رایش در ریگا، لتونی برسد، در آینزاتس‌گروپ A خدمت کرد. او در کنفرانس وانزه شرکت داشت، و تا حد زیادی مسئول اجرای کشتار جمعیت یهودیان لتونی در جریان هولوکاست بود.